# Saint-Thibaud-de-Couz
Saint-Thibaud-de-Couz és un municipi francès situat al departament de la Savoia i a la regió d'Alvèrnia-Roine-Alps. L'any 2007 tenia 879 habitants.

## Demografia

### Població
El 2007 la població de fet de Saint-Thibaud-de-Couz era de 879 persones. Hi havia 299 famílies de les quals 44 eren unipersonals (16 homes vivint sols i 28 dones vivint soles), 77 parelles sense fills, 166 parelles amb fills i 12 famílies monoparentals amb fills.
La població ha evolucionat segons el següent gràfic:
Habitants censats

### Habitatges
El 2007 hi havia 324 habitatges, 304 eren l'habitatge principal de la família, 12 eren segones residències i 8 estaven desocupats. 321 eren cases i 3 eren apartaments. Dels 304 habitatges principals, 274 estaven ocupats pels seus propietaris, 24 estaven llogats i ocupats pels llogaters i 5 estaven cedits a títol gratuït; 6 tenien dues cambres, 15 en tenien tres, 90 en tenien quatre i 192 en tenien cinc o més. 261 habitatges disposaven pel capbaix d'una plaça de pàrquing. A 94 habitatges hi havia un automòbil i a 195 n'hi havia dos o més.

### Piràmide de població
La piràmide de població per edats i sexe el 2009 era:
| Homes | Edats   | Dones |
| ----- | ------- | ----- |
| 0     | 95 o +  | 0     |
| 1     | 90 a 94 | 3     |
| 3     | 85 a 89 | 4     |
| 3     | 80 a 84 | 7     |
| 4     | 75 a 79 | 10    |
| 14    | 70 a 74 | 8     |
| 10    | 65 a 69 | 12    |
| 14    | 60 a 64 | 14    |
| 18    | 55 a 59 | 12    |
| 35    | 50 a 54 | 30    |
| 39    | 45 a 49 | 38    |
| 25    | 40 a 44 | 30    |
| 33    | 35 a 39 | 26    |
| 26    | 30 a 34 | 30    |
| 19    | 25 a 29 | 23    |
| 26    | 20 a 24 | 10    |
| 28    | 15 a 19 | 19    |
| 34    | 10 a 14 | 23    |
| 30    | 5 a 9   | 26    |
| 23    | 0 a 4   | 26    |

## Economia
El 2007 la població en edat de treballar era de 591 persones, 425 eren actives i 166 eren inactives. De les 425 persones actives 402 estaven ocupades (224 homes i 178 dones) i 22 estaven aturades (10 homes i 12 dones). De les 166 persones inactives 59 estaven jubilades, 67 estaven estudiant i 40 estaven classificades com a «altres inactius».

### Ingressos
El 2009 a Saint-Thibaud-de-Couz hi havia 315 unitats fiscals que integraven 922 persones, la mediana anual d'ingressos fiscals per persona era de 18.285 €.

### Activitats econòmiques
Dels 30 establiments que hi havia el 2007, 1 era d'una empresa extractiva, 1 d'una empresa alimentària, 5 d'empreses de fabricació d'altres productes industrials, 10 d'empreses de construcció, 3 d'empreses de comerç i reparació d'automòbils, 1 d'una empresa de transport, 2 d'empreses d'hostatgeria i restauració, 4 d'empreses de serveis i 3 d'entitats de l'administració pública.
Dels 9 establiments de servei als particulars que hi havia el 2009, 1 era un paleta, 2 guixaires pintors, 3 fusteries, 1 lampisteria i 2 restaurants.
L'únic establiment comercial que hi havia el 2009 era una fleca.
L'any 2000 a Saint-Thibaud-de-Couz hi havia 21 explotacions agrícoles que ocupaven un total de 224 hectàrees.

## Equipaments sanitaris i escolars
El 2009 hi havia una escola elemental.

## Poblacions més properes
El següent diagrama mostra les poblacions més properes.